# Re fannulloni
Re fannulloni (in francese «rois fainéants») fu un appellativo attribuito ai re della dinastia merovingia dei Franchi che ne contrassegnò il periodo di decadenza dal 639, anno della morte di Dagoberto I, fino al 751, anno in cui Childerico III fu detronizzato da Pipino il Breve.

## Storia
Lo storico Jacques Le Goff ha mostrato come, in realtà, la categoria storiografica del re inutile (la cui espressione stereotipata era "rex inutilis vel nil faciens") vada inquadrata in una più ampia strategia di autolegittimazione messa in atto, nel medioevo, dai re usurpatori. Tale espressione fu usata per la prima volta nei confronti di Luigi V di Francia, l'ultimo dei carolingi nella "Francia occidentalis". Solo in seguito fu applicata retroattivamente all'ultimo dei merovingi e da ciò l'invenzione del tema dei re fannulloni.
Questo infelice titolo venne assegnato a una dinastia di re che morirono quasi tutti molto giovani (tra i venti ed i trent'anni), logorati da una precoce dissolutezza, e che divennero padri in età giovanile (sui quindici-diciotto anni). Come sovrani avevano un potere solo apparente e vivevano chiusi nelle loro villae, circondati da un grande sfarzo. Normalmente questi re venivano mostrati al popolo franco nei grandi raduni del Campo di Marzo e poi si facevano rientrare nelle loro villae, che solitamente erano nei tre regni di Austrasia, Neustria e Burgundia, da cui uscivano raramente su carri trainati da buoi.
Il potere vero veniva esercitato dal maggiordomo di Palazzo, che si trovava a capo di ognuno dei tre regni, nominando e deponendo i re secondo i propri interessi. I re non erano altro che burattini nelle loro mani e i loro nomi servirono soltanto a datare i documenti.
I primi re che furono considerati "fannulloni" furono i figli di Dagoberto I: Sigeberto III che già dal 634 affidò l'Austrasia al Maggiordomo Pipino di Landen e dopo di lui al figlio Grimoaldo, mentre il fratellastro Clodoveo II affidò la Neustria e la Burgundia al Maggiordomo Ercinoaldo e così poi fecero anche tutti gli altri re che seguirono (con l'eccezione di Childerico II, che governò e combatté in prima persona); tra questi: 
- Clotario III, re di Neustria e poi di tutti i Franchi
- Childerico II, re di Austrasia e poi di tutti i Franchi
- Teodorico III, re di Neustria e poi di tutti i Franchi
- Dagoberto II, re di Austrasia
- Clodoveo III, re di Austrasia
- Clodoveo IV, re di tutti i Franchi
- Childeberto III, re di tutti i Franchi
- Dagoberto III, re di tutti i Franchi
- Clotario IV, re di Austrasia
- Teodorico IV, re di tutti i Franchi
- Childerico III, re di tutti i Franchi